# Conferencia del Partido Comunista de Alemania en Bruselas
La Conferencia del Partido en Bruselas (en alemán: Brüsseler Parteikonferenz) fue una reunión del Partido Comunista de Alemania (KPD) celebrada en Kuntsevo, en la Unión Soviética (en las afueras de Moscú), del 3 al 15 de octubre de 1935. La conferencia se destacó por marcar el cambio respecto de la línea ultraizquierdista del «Tercer Período» del KPD (que había señalado a los socialdemócratas como el principal enemigo) a favor de afirmar la línea del «frente popular», una amplia unidad antifascista. En la conferencia se confirmó el ascenso de Walter Ulbricht y Wilhelm Pieck como nuevos dirigentes principales del KPD. La Conferencia del Partido de Bruselas fue posteriormente reconocida como el 13.º congreso del partido.

## Crisis del KPD después de 1933
Con el ascenso del fascismo en Europa, el movimiento comunista comenzó a trabajar en la construcción de alianzas antifascistas más amplias. Pero la mayoría izquierdista del Politburó del KPD se resistió a tal enfoque. Tras el incendio del Reichstag y la prohibición del partido, la dirección del KPD sostuvo que la línea del «Tercer Período» era correcta y que el régimen de Hitler pronto sería derrocado por un levantamiento comunista. Por ejemplo, en mayo de 1933 el KPD sostuvo que el Partido Socialdemócrata de Alemania (SPD) era el «pilar social de la dictadura capitalista». A mediados de 1934, la mayoría del Politburó del KPD (Schubert, Fritz Schulte, Franz Dahlem y Wilhelm Florin) dio instrucciones a la organización del KPD de Hesse - Fráncfort para que rompiera una iniciativa de frente único local con el SPD.
Con el arresto del líder del KPD Ernst Thälmann el 3 de marzo de 1933, surgió una lucha por el liderazgo del partido con Hermann Schubert, John Schehr y Ulbricht como principales competidores. Ulbricht y Pieck comenzaron a articular una oposición hacia la mayoría izquierdista del Politburó del KPD, argumentando que el KPD debería abandonar la condena total de la socialdemocracia. En la segunda mitad de 1934, la Internacional Comunista comenzó a presionar a la dirección del KPD para que cambiara de rumbo. Finalmente, Dahlem y Paul Merker se sumaron a la posición de Ulbricht y Pieck. En la segunda mitad de 1934, a raíz de las demandas de Ulbricht y Pieck (que contaban con el respaldo de la Internacional Comunista), el KPD comenzó a identificar a los nacionalsocialistas como el enemigo principal y se abrió a un frente único con el SPD, aunque esto no representó un rechazo completo de la línea del Tercer Período. En enero de 1935, el Comité Ejecutivo de la Internacional Comunista (CEIC) condenó la línea del KPD como «sectaria» y llamó al KPD a formar un frente unido con los socialdemócratas, incluida la Sopade (la dirección exiliada del SPD) y a restablecer sindicatos libres en Alemania. En enero de 1935 se celebró una reunión del Politburó del KPD a petición del CEIC, en la que se fortaleció aún más la posición de Ulbricht y Pieck.

## Delegados en Kuntsevo
Unas semanas después del VII Congreso Mundial de la Internacional Comunista, la dirección del KPD envió invitaciones a la Conferencia del Partido en Bruselas. La Conferencia del Partido de Bruselas se celebraría en Kuntsevo, cerca de Moscú, entre el 3 y el 15 de octubre de 1935. El nombre de «Conferencia del Partido de Bruselas» se utilizó deliberadamente para evitar revelar los movimientos y las ubicaciones de la dirección del KPD. Fue la cuarta conferencia del partido KPD y la primera conferencia pan-alemana del partido desde que Hitler llegó al poder en Alemania.
Al evento asistieron unos 35 delegados, en representación de organizaciones clandestinas del partido en Alemania y de la organización en el exilio. Entre los delegados de la Conferencia del Partido de Bruselas se encontraban todos los delegados del KPD del VII Congreso Mundial de la Comintern. Dos tercios de los delegados de la Conferencia del Partido en Bruselas eran organizadores del partido en estrecho contacto con las estructuras clandestinas del partido dentro de Alemania.

## Discurso de Togliatti
Palmiro Togliatti asistió a la Conferencia del Partido en Bruselas como representante del CEIC. En su discurso afirmó que en enero de 1935 una subcomisión y una secretaría del CEIC habían discutido la situación alemana y habían adoptado la posición de que la mayoría del Politburó del KPD tenía una línea política incorrecta. Según Togliatti, el KPD no había conseguido formar un frente único con el SPD y la Federación General de Sindicatos Alemanes (ADGB) ni, más allá de los socialdemócratas, una alianza con los seguidores de Heinrich Brüning. Además, Togliatti argumentó que el KPD debería trabajar por la unificación voluntaria y pacífica del pueblo alemán, la anulación del Tratado de Versalles y la abolición del corredor polaco.

## Discurso de Pieck
Pieck basó su discurso en la Conferencia del Partido en Bruselas en el discurso principal de Gueorgui Dimitrov en el 7.º Congreso de la Internacional Comunista. Reconoció que el KPD era un partido en ruinas, afirmando que el partido había tenido «una gran pérdida de cuadros debido al establecimiento de la dictadura fascista. Los fascistas lograron arrestar a muchos de nuestros funcionarios. Muchos de ellos todavía están en campos de concentración, muchos de ellos fueron obligados a emigrar y muchos fueron asesinados». Pieck afirmó que si bien el KPD había cometido graves errores estratégicos y tácticos, el error principal había sido que dos años antes de que Hitler llegara al poder el partido había decidido concentrar sus ataques en el SPD y no en el movimiento fascista. El discurso de Pieck se hizo eco del discurso que los críticos externos del KPD habían expresado desde 1932-1933.
Pieck afirmó que la línea a seguir sería la de un frente único y un frente popular, es decir, trabajar junto con los socialdemócratas y las fuerzas «burguesas». En relación con el movimiento sindical, Pieck sostuvo que los comunistas y los «trabajadores con conciencia de clase» deberían aprovechar las oportunidades legales para la organización laboral dentro del Frente Alemán del Trabajo (FAT) y tratar de organizar sindicatos libres dentro del FAT y en los sitios industriales.
En su discurso, Florin argumentó que el error táctico fundamental del KPD había sido presentar el frente único como unidad dentro del propio partido. En particular, Florin condenó a Heinz Neumann y Hermann Remmele (ninguno de los cuales había sido invitado a la Conferencia del Partido en Bruselas) por esta desviación.

## Resolución de la conferencia y nueva línea del partido
La Conferencia del Partido en Bruselas afirmó la línea del frente popular de Ulbricht y Pieck, atendiendo las instrucciones del 7.º Congreso de la Internacional Comunista de rechazar la línea ultraizquierdista anterior. Fritz David había redactado partes clave de la resolución.
La resolución de la Conferencia del Partido de Bruselas esbozaba que, para el futuro inmediato, «las decisiones del VII Congreso Mundial de la Internacional Comunista y de la IV Conferencia del Partido [es decir, la Conferencia del Partido de Bruselas] fijaron como tarea central del partido la creación de un frente único en la clase obrera y un frente popular antifascista de todos los trabajadores. El derrocamiento de la dictadura de Hitler en Alemania se logrará organizando y dirigiendo la lucha en las fábricas, en las organizaciones de masas, en las zonas residenciales, en los pueblos, creando la unidad de acción entre todos los trabajadores». Para lograr el frente único se exigía que «el Partido Comunista, sus organizaciones y sus miembros deben abordar el cumplimiento de sus tareas con una nueva actitud hacia la socialdemocracia».
En lo que respecta a los sindicatos, la resolución argumentó que «bajo ninguna circunstancia se debe permitir que se repita la división previa del movimiento sindical según líneas partidarias. El Partido Comunista está a favor de la unidad y la independencia total del movimiento sindical y apoyará y promoverá su reconstrucción con todas sus fuerzas». La Conferencia del Partido de Bruselas ordenó al KPD que empleara tácticas de caballo de Troya, planeando infiltrarse en las organizaciones nacionalsocialistas (en particular, el Frente Obrero Alemán). Las masas políticamente no organizadas serían incluidas en la lucha mediante la creación de organismos de clase no partidistas (comisiones de salarios y precios, comisiones de prevención de accidentes, comités de solidaridad, etc.).
Hubo algunos cambios claros en el lenguaje utilizado por el partido. Conceptos como la lucha por la Alemania soviética y la dictadura del proletariado fueron minimizados. El frente popular antifascista, según la resolución de la Conferencia del Partido de Bruselas, también reuniría a «los grupos burgueses de oposición (de las filas de los nacionalistas alemanes, de la Reichswehr, etc.)». La resolución de la conferencia llamó a luchar por los derechos y libertades democráticas, haciendo referencias al espíritu de las revoluciones de 1848 para atraer a los sectores «burgueses». El partido apelaría al campesinado con el argumento de que los nacionalsocialistas habían fracasado en sus compromisos con la reforma agraria y en afirmar la línea del KPD de reforma agrícola radical.
La Conferencia del Partido de Bruselas sostuvo que la victoria del socialismo en la Unión Soviética era un factor decisivo en el fortalecimiento de todas las fuerzas antifascistas en el mundo y al mismo tiempo condenó los preparativos bélicos del fascismo alemán. La resolución de la conferencia decía que «Alemania necesita paz y cooperación con otras naciones, y sobre todo necesita un entendimiento con la Unión Soviética».

## Elecciones del Comité Central
El Comité Central del KPD elegido en la Conferencia del Partido de Bruselas estaba formado por Anton Ackermann, Paul Bertz, Franz Dahlem, Wilhelm Florin, Kurt Funk, Irene Gärtner, Walter Hähnel, Fritz Heckert, Wilhelm Knöchel, Paul Merker, Karl Mewis, Willi Münzenberg, Wilhelm Pieck y Walter Ulbricht. Pieck fue nombrado presidente provisional del partido durante el encarcelamiento de Thälmann. Con la elección de un nuevo Comité Central, la lucha por el control de la dirección del partido quedó resuelta. Cuando sus oponentes quedaron fuera del Comité Central y del Politburó, el dominio de Ulbricht y Pieck sobre el KPD quedó consolidado.

## Cambios en la organización del partido
Al revisar las cuestiones organizativas, un debate que surgió en gran medida de peticiones de los cuadros del partido en la clandestinidad alemana, la Conferencia del Partido de Bruselas reconoció autocríticamente que el aparato altamente centralizado del partido había facilitado que la Gestapo desmantelara la organización del partido. La conferencia adoptó una nueva estructura organizativa descentralizada, con el objetivo de crear direcciones seccionales en Praga, Bruselas, Ámsterdam, Copenhague y Forbach que se relacionarían con pequeños grupos de cuadros dentro de Alemania.

## Legado
El discurso de Pieck en la Conferencia del Partido en Bruselas fue publicado en el folleto en idioma alemán titulado El nuevo camino hacia una lucha unida para derrocar la dictadura de Hitler, del cual se imprimieron 5000 copias en Moscú. Aunque los grupos clandestinos de comunistas y socialdemócratas a menudo cooperaban dentro de Alemania, los dirigentes socialdemócratas exiliados rechazaron todas las solicitudes de los Comités Centrales del KPD para cooperar a nivel de los ejecutivos centrales del partido. El líder de Sopade descartó las declaraciones de la Conferencia del Partido en Bruselas como maniobras tácticas del KPD.
En marzo de 1946, el Secretariado del KPD decidió reconocer la Conferencia del Partido de Bruselas como el XIII Congreso del Partido («XIII. Parteitag»). En la historiografía de la República Democrática Alemana, la Conferencia del Partido de Bruselas tendría una importancia histórica significativa por haber abierto el camino hacia una amplia unidad antifascista como precursora del proceso de unificación de los comunistas y socialdemócratas en el Partido Socialista Unificado de Alemania (SED). Sólo se han hecho públicas algunas partes de las actas de la Conferencia del Partido en Bruselas. En 1975, la documentación Die Brüsseler Konferenz der KPD: 3.–15. Oktober 1935 fue publicado por Klaus Mammach en Berlín.